# Wendling
Wendling  ist eine Gemeinde in Oberösterreich im Bezirk Grieskirchen am Rande des Hausruckviertels mit 893 Einwohnern (Stand 1. Jänner 2025). Die Gemeinde liegt im Gerichtsbezirk Grieskirchen.

## Geografie
Wendling  liegt auf 400 m Höhe im Hausruckviertel. Die Ausdehnung beträgt von Nord nach Süd 5,2 km, von West nach Ost 4,5 km.  Die Gesamtfläche beträgt 12,9 km². 9,3 % der Fläche sind bewaldet, 79,1 % der Fläche sind landwirtschaftlich genutzt.

### Gemeindegliederung
Das Gemeindegebiet umfasst folgende 21 Ortschaften (in Klammern Einwohnerzahl Stand 1. Jänner 2025):
- Dötzledt (16)
- Eck (31)
- Fellhof (15)
- Gassen (8)
- Gugenedt (13)
- Hareding (13)
- Hub (13)
- Kubing (43)
- Lehen (11)
- Märzendorf (14)
- Oberhof (33)
- Oberhöglham (31)
- Obernfurth (4)
- Pauredt (37)
- Penesedt (46)
- Perndorf (16)
- Unterhöglham (29)
- Weberndorf (29)
- Weeg (34)
- Wendling (408)
- Zupfing (49)

Die Gemeinde besteht aus den Katastralgemeinden Wendling und Zupfing.

### Nachbargemeinden
| Dorf an der Pram (Bez. Schärding) | Kallham                                     |                              |
|                                   | Kompassrose, die auf Nachbargemeinden zeigt | Taufkirchen an der Trattnach |
| Pram                              | Rottenbach                                  | Hofkirchen an der Trattnach  |

## Geschichte

### Ortsgeschichte
Die Besiedelung dürfte im 7. Jahrhundert erfolgt sein. Eine Namensgebung Vuentilborth oder Zuentipolch kommt um 925 (927) im Salzburger Urkundenbuch I.Bd. S. 154 in De complacitatione Adalungi nobilis diaconi vor. Laut Ortsnamenbuch des Landes Oberösterreich erfolgte die erste gesicherte schriftliche Erwähnung von Wendling im Zeitraum 1200 bis 1220. Mit 9. Januar 1475 hieß der Wendelgering und um 1557 Wenndling. Die Bauern waren der Herrschaft Erlach, Starhemberg bei Haag, dem Stift Lambach, der Burg Wels, dem Pfarrhof zu Kallham und anderen bis zur Gründung der Ortsgemeinde anno 1848 zehentpflichtig.
Ein Kirchenbau zum hl. Ulrich scheint um 1200 bis 1220 auf. 1508 erfolgte an der ursprünglich gotischen Kirche ein Umbau und eine Vergrößerung. Beim Ortsbrand am 1. Oktober 1884 (Gesamtschaden 76.021 Gulden) brannte auch der Kirchturm ab. 1901 kam es zum neuen Turmbau. Der Spitzturm ragt 48 m hoch auf und war Vorbild des Kirchturmes zu Schwanenstadt. Die Filialkirche zum hl. Georg in Zupfing ist seit 1466 bestiftet. Seit 1. August 1970 wird die Pfarre Wendling von Pram aus verwaltet und betreut: sie war ab 1891 eine selbständige Pfarre, vorher war die Pfarre eine Filiale von Kallham.
Das Gemeindegebiet der Katastralgemeinden Wendling und Zupfing lag im Gerichtsbezirk Haag am Hausruck und seit 1. Juli 1911 im Westen des politischen Bezirkes Grieskirchen (vorher Ried im Innkreis). Seit dem 1. Jänner 2003 ist sie Teil des Gerichtsbezirkes Grieskirchen.

### Einwohnerentwicklung
1991 hatte die Gemeinde laut Volkszählung 765 Einwohner, 2001 dann 831 Einwohner. Die Zunahme erfolgte, da sowohl Geburtenbilanz als auch Wanderungsbilanz positiv waren. Von 2001 bis 2011 gab es eine Abwanderung, die durch die Geburtenbilanz nicht mehr aufgehoben werden konnte, sodass die Bevölkerungszahl auf 807 zurückging.

## Kultur und Sehenswürdigkeiten

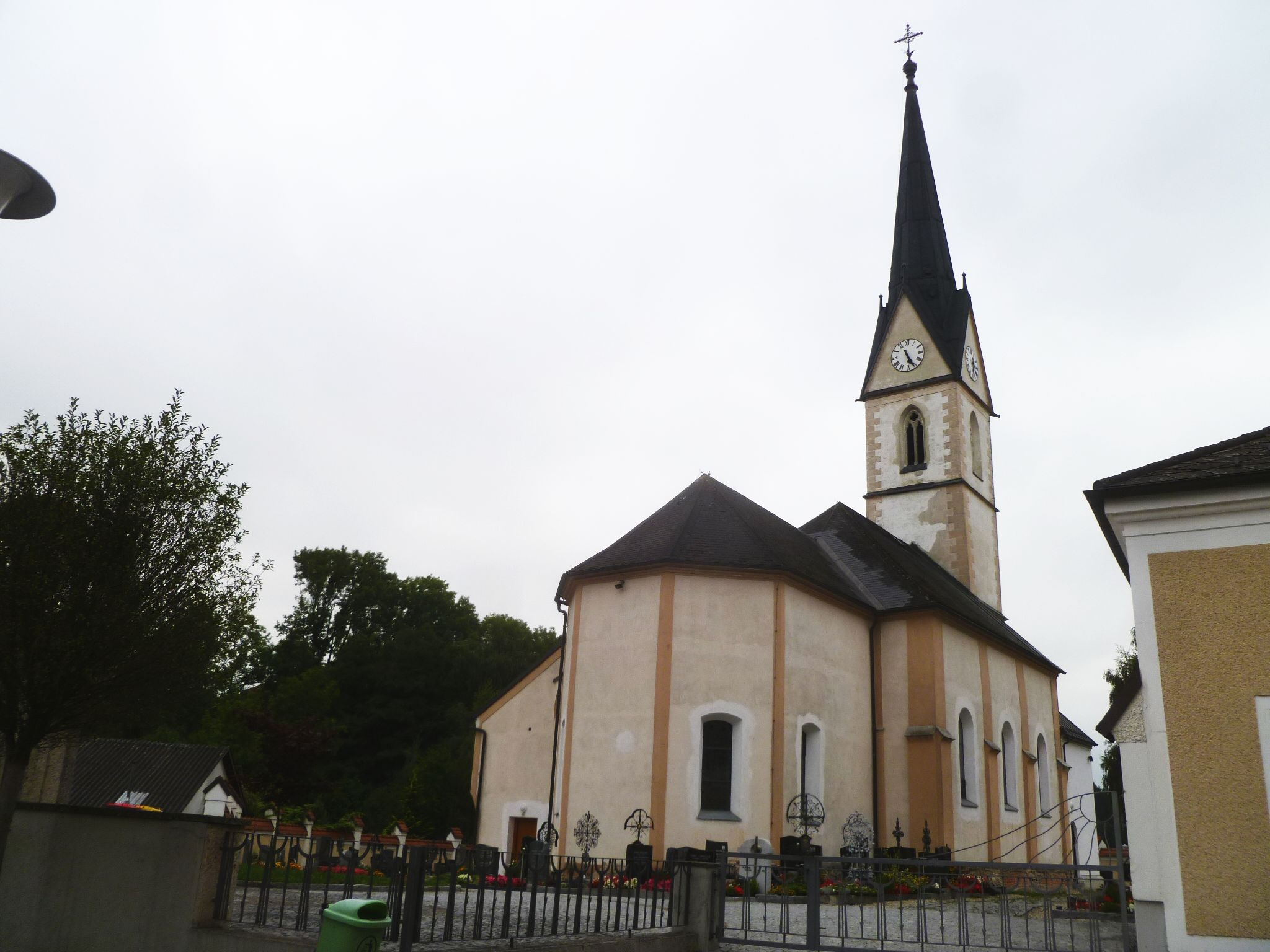
Pfarrkirche Wendling

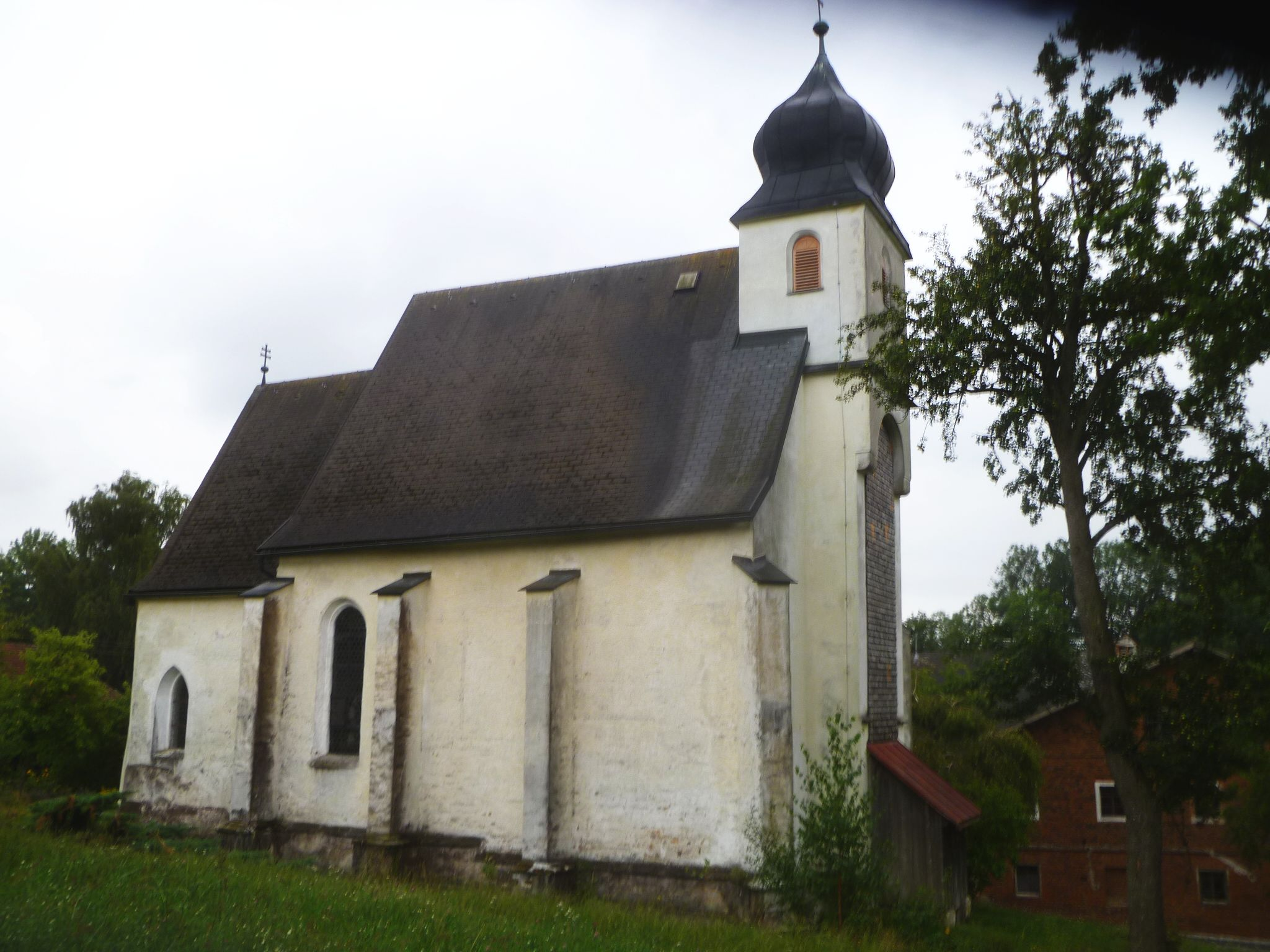
Filialkirche Zupfing

- Katholische Pfarrkirche Wendling hl. Ulrich
- Katholische Filialkirche Zupfing hl. Georg

## Wirtschaft und Infrastruktur
Wendling ist eine Agrargemeinde mit kleinen Gewerbebetrieben.

## Politik

### Gemeinderat
Der Gemeinderat hat 13 Mitglieder.
- Mit den Gemeinderats- und Bürgermeisterwahlen in Oberösterreich 2003 hatte der Gemeinderat folgende Verteilung: 9 ÖVP und 4 FPÖ.
- Mit den Gemeinderats- und Bürgermeisterwahlen in Oberösterreich 2009 hatte der Gemeinderat folgende Verteilung: 9 ÖVP und 4 FPÖ.
- Mit den Gemeinderats- und Bürgermeisterwahlen in Oberösterreich 2015 hatte der Gemeinderat folgende Verteilung: 8 ÖVP und 5 FPÖ.
- Mit den Gemeinderats- und Bürgermeisterwahlen in Oberösterreich 2021 hat der Gemeinderat folgende Verteilung: 9 ÖVP und 4 FPÖ.[5]

### Bürgermeister
Bürgermeister seit 1850 waren:
- 1850–1861 Paul Stelzhammer
- 1861–1864 Anton (Andreas?) Spanlang
- 1864–1867 Johann Traunwieser
- 1867–1870 Mathias Pimmingstorfer
- 1870–1876 Johann Traunwieser
- 1876–1879 Mathias Rabengruber
- 1879–1885 Josef Höftberger
- 1885–1888 Franz Lohinger
- 1888–1897 Alois Schamberger
- 1897–1900 Mathias Traunwieser
- 1900–1903 Franz Standhartinger
- 1903–1906 Mathias Traunwieser
- 1906–1908 Franz Perndorfer
- 1908–1909 Josef Roither
- 1909–1912 Mathias Traunwieser
- 1912–1917 Franz Standhartinger
- 1917–1919 Martin Spanlang
- 1919–1924 Martin Wiesinger
- 1924–1934 Mathias Baumgartner
- 1934–1938 Ulrich Mayrhuber
- 1938–1945 Leopold Schauer
- 1945–1946 Ulrich Mayrhuber
- 1946–1955 Johann Stockinger
- 1955–1967 Josef Mühlberger
- 1967–1979 Josef Baumgartner
- 1979–2002 Alois Baumgartner
- 2002–2015 Ulrich Baumgartner-Flotzinger (ÖVP)
- seit 2015 Christian Perndorfer (ÖVP)

### Wappen
Blasonierung: In Blau zwei goldene, schräggekreuzte und gestürzte Schwerter, darunter eine silberne Seerose mit goldenem Butzen und goldenen Kelchblättern. Das Wappen wurde der Gemeinde am 3. März 1980 durch das Amt der OÖ Landesregierung verliehen. Ursprung des Wappens ist die von Georg Stibler am 28. August 1928 in Bad Goisern in Gedichtform gefasste Sage „Die Seerose von Wendling“.
Die Gemeindefarben sind Grün-Gelb-Grün.

## Sonstiges
Die Bewerbsgruppe der Freiwilligen Feuerwehr des Ortsteils Weeg errang erstmals beim X. Internationalen Feuerwehrwettkampf des CTIF 1993 in Berlin eine der Silbermedaillen. Bei den Internationalen Feuerwehrwettkämpfen in Herning (Dänemark) 1997, in Kuopio (Finnland) 2001, in Varaždin (Kroatien) 2005, in Ostrava (Tschechien) 2009 und in Mülhausen (Frankreich) 2013 errang die Bewerbsgruppe Weeg jeweils eine der insgesamt 25 zu vergebenden Goldmedaillen.